# Agusan
Agusan – rzeka na Filipinach, na wyspie Mindanao. Liczy 386 km długości.
Rzeka jest wykorzystywana do spływu drewna.